# Museu de l'Aviació de Perpinyà
El Museu de l'Aviació de Perpinyà és un museu del terme comunal de la ciutat de Perpinyà, de la comarca del Rosselló, a la Catalunya del Nord.
Està situat en el Mas Pelegrí, situat a l'extrem meridional del terme de Perpinyà, al peu del camí de Vilanova de Raó.
Després de la Segona Guerra Mundial el mas fou habitat per Charles Noetinger, pilot de caça reconvertit en vinyater, però que, endut per la seva passió, l'aviació, va crear en el mas Pelegrí un museu. Al mig d'un terreny sense conrear, hi va situar un hangar de tela amb dos avions veritables a l'exterior. El primer és un Fouga Magister del 1956, i l'altre, un Max Holste "Broussard" del 1952. A l'interior de l'hangar n'hi ha d'altres: un Mirage F1 del 1973, un RF84 F Thunderflash del 1953 i un Morane Saulnier 733 "Alcyon". Tots eren avions de veritat que havien estat utilitzats, destinats a la caça. Es troben en aquest museu en dipòsit, i podrien ser renovats per al vol.
L'hangar acull igualmen dos cockpits d'avions de caça, així com una col·lecció de maquetes d'avions. El museu està actualment gestionat pels fills de Charles Noetinger, els quals n'asseguren les visites.